# Svanåsasjön
Svanåsasjön är en sjö i Växjö kommun i Småland och ingår i Mörrumsåns huvudavrinningsområde. Sjön har en area på 0,26 kvadratkilometer och ligger 186,3 meter över havet. Vid provfiske har abborre, braxen, gädda och mört fångats i sjön.

## Delavrinningsområde
Svanåsasjön ingår i det delavrinningsområde (631688-143776) som SMHI kallar för Utloppet av Helgasjön. Medelhöjden är 177 meter över havet och ytan är 176,84 kvadratkilometer. Räknas de 57 avrinningsområdena uppströms in blir den ackumulerade arean 1 223,62 kvadratkilometer. Avrinningsområdets utflöde Mörrumsån (Åbyån) mynnar i havet. Avrinningsområdet består mestadels av skog (46 %) och jordbruk (11 %). Avrinningsområdet har 49,66 kvadratkilometer vattenytor vilket ger det en sjöprocent på 28,1 %. Bebyggelsen i området täcker en yta av 9,12 kvadratkilometer eller 5 % av avrinningsområdet.